# Näsrevet
Näsrevet este o arie protejată (arie specială de conservare — SAC, sit de importanță comunitară — SCI, arie de protecție specială avifaunistică — SPA) din Suedia întinsă pe o suprafață de 95 ha, integral pe uscat.

## Localizare
Centrul sitului Näsrevet este situat la coordonatele 57°03′58″N 18°10′20″E / 57.066°N 18.1721°E.

## Înființare
Situl Näsrevet a fost declarat arie de protecție specială avifaunistică în martie 1996 pentru a proteja 4 specii de animale. Alte tipuri de protecție:
- sit de importanță comunitară (în aprilie 2004)
- arie specială de conservare (în martie 2011)[1][3][4]

## Biodiversitate
Situată în ecoregiunile boreală și marină baltică, aria protejată conține 5 habitate naturale: Salicornia și alte specii anuale care populează regiunile mlăștinoase și nisipoase, Vegetație perenă pe țărmurile stâncoase, Pajiști uscate seminaturale și facies de acoperire cu tufișuri pe substraturi calcaroase (Festuco-Brometalia) (* situri importante pentru orhidee), Recifuri, Pășuni de coastă din Baltica boreală.
La baza desemnării sitului se află mai multe specii protejate:
- păsări (3): Phalacrocorax carbo sinensis, ciocântors (Recurvirostra avosetta), Sterna paradisaea
- mamifere (1): Halichoerus grypus